# Satchelliella bucegiana
Satchelliella bucegiana är en tvåvingeart som beskrevs av Vaillant 1981. Satchelliella bucegiana ingår i släktet Satchelliella och familjen fjärilsmyggor.
Artens utbredningsområde är Rumänien. Inga underarter finns listade i Catalogue of Life.